# DRYAD (crittografia)

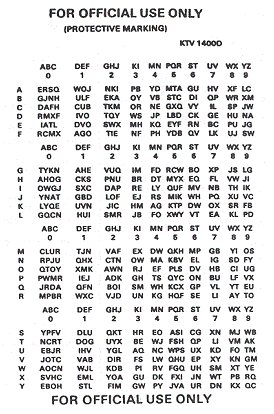
Un foglio di cifratura DRYAD

Il DRYAD Numeral Cipher/Authentication System (KTC 1400 D) è un semplice sistema cartaceo di crittografia utilizzato dai militari degli Stati Uniti per l'autenticazione e la crittografia dei messaggi brevi e numerici. Ad ogni unità con una radio è fornito un insieme di fogli di codice che corrispondono a DRYAD. Un singolo foglio è valido per un tempo limitato (ad esempio 6 ore), chiamato cryptoperiodo.
Un foglio di cifratura DRYAD contiene 25 linee o righe di lettere criptate. Ciascuna riga è etichettata con le lettere dalla A alla Y in una colonna a sinistra della pagina. Ogni riga contiene una permutazione a caso delle lettere da A a Y. Le lettere in ciascuna riga vengono raggruppate in 10 colonne etichettate da 0 a 9. Le colonne sotto 0, 1, 2 e 5 hanno più lettere rispetto alle altre cifre, che ne hanno solo due ciascuna.
Sebbene grezzo, il DRYAD Numeral Cipher/Authentication System ha il vantaggio di essere veloce, relativamente facile e non richiede attrezzature extra (ad esempio una matita). La presenza di più colonne di testo cifrato sotto le cifre 0, 1, 2 e 5, mira evidentemente a rendere il testo cifrato analisi delle frequenze più difficile. Ma gran parte della sicurezza viene nel mantenere un cryptoperiodo corto.
DRYAD può essere utilizzato in due modi, l'autenticazione o la crittografia.

## Autenticazione

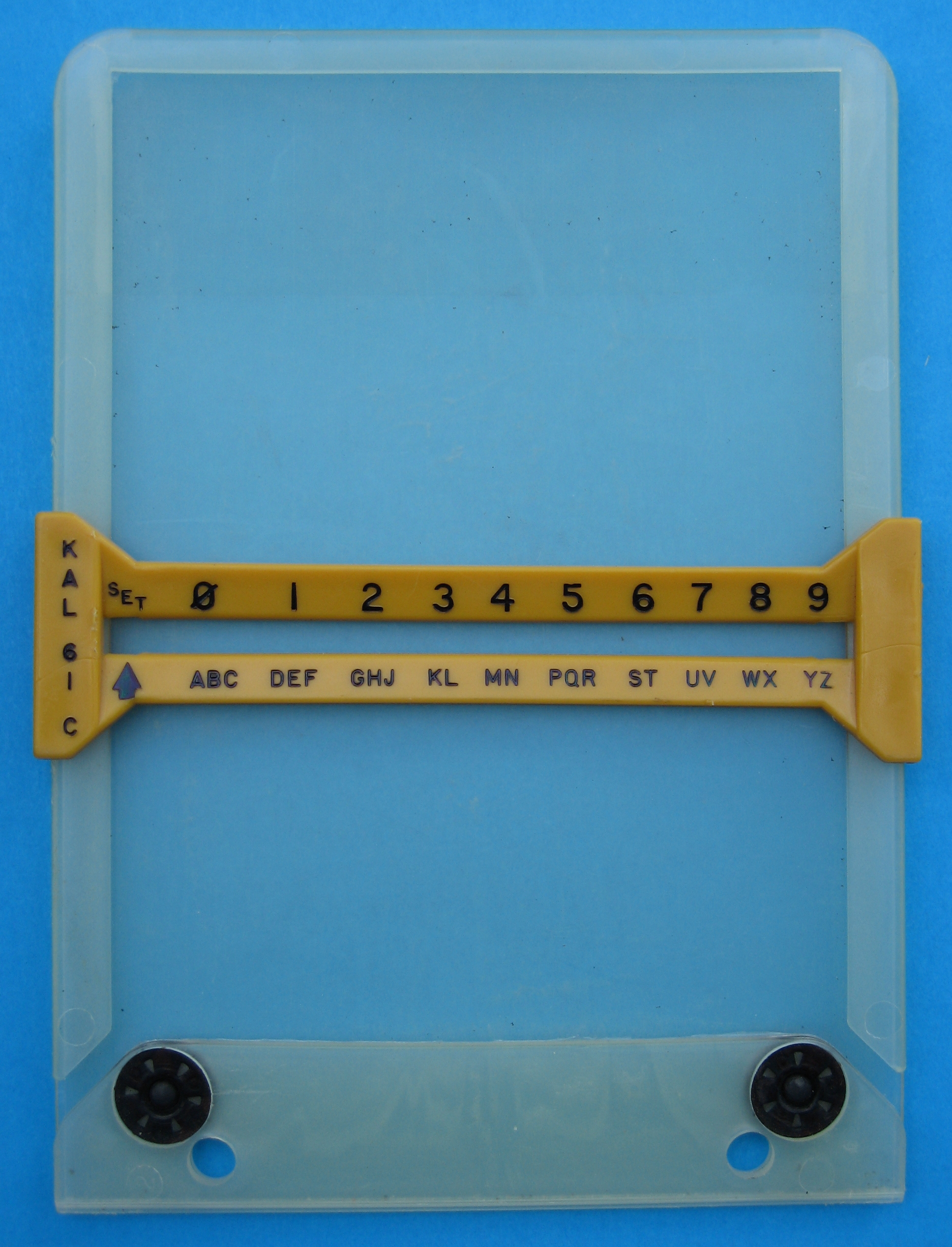
Strumento per la codificazione DRYAD

Per l'autenticazione, una stazione sfidante seleziona una lettera a caso dalla colonna più a sinistra, seguito da una seconda lettera (selezionata casualmente) nella riga della prima lettera scelta. La stazione sfidata dovrebbe quindi autenticarsi con la scelta della lettera direttamente sotto la riga e con la posizione della seconda lettera selezionata.
Ad esempio, utilizzando il foglio cifrato d'esempio a destra e l'alfabeto fonetico NATO, Jason potrebbe sfidare Peggy trasmettendo "autenticare Alpha Bravo". La risposta corretta di Peggy allora dovrebbe essere "autenticazione Yankee".
Un'altra forma utilizzata comporta la selezione della terza lettera alla destra della seconda lettera scelta dalla stazione di sfida (la lettera "Bravo" di Jason). Sia l'offset direzionale (su, giù, sinistra o destra) che numero dell'offset possono essere valori diversi dagli esempi qui riportati; ma devono essere concordati e compresi da entrambe le parti prima dell'autenticazione.
Un problema presentato è che un imitatore nemico ha da uno a 25 probabilità di indovinare la risposta corretta (uno a 24 se una lettera è scelta sulla stessa riga). Una soluzione a questo è per Jason di richiedere a Peggy di autenticare due volte; abbassando le probabilità dell'imitatore di indovinare la risposta corretta da uno a 625. L'aspetto negativo di questo metodo è che si riduce la longevità della pagina DRYAD corrente, dal momento che la pagina è sempre il doppio di quanto se ne usi in un solo schema di autenticazione.

## Crittografia
La seconda modalità è utilizzata per crittografare le informazioni numeriche brevi (come ad esempio le coordinate della mappa o una nuova radio frequenza). Il codificatore sceglie due lettere a caso. La prima seleziona una riga nella pagina attiva corrente. La seconda lettera è utilizzata come nella modalità di autenticazione, tranne che la lettera adiacente a destra è quello selezionato; ed è chiamato il "Letter Set."
I numeri sono cifrati una cifra alla volta. Una lettera di testo cifrato viene scelto dalla riga selezionata nella colonna sotto la cifra di testo normale. Se la cifra si verifica più di una volta nel numero, il codificatore è incaricato di scegliere una lettera differente nella stessa colonna. Tutte le cifre di un numero unico di testo in chiaro sono codificati dalla stessa riga (c'è anche una disposizione per le lettere di codifica connesse con le coordinate sulla griglia della mappa).